# Az Izraelita Magyar Irodalmi Társulat Kiadványai
Az Izraelita Magyar Irodalmi Társulat Kiadványai egy hosszú életű, nívós magyar judaisztikai könyvsorozat volt.

## Története
Az Izraelita Magyar Irodalmi Társulat Kiadványai nevéből adódóan az az Izraelita Magyar Irodalmi Társulat saját könyvsorozata volt, szerkesztési munkálatait Bánóczi József látta el. Az első kötet a társulat megalakulása után, 1895-ben hagyta el a nyomdát. A kiadványok köre két részre volt osztható:
- minden évben megjelenő évkönyvek, amelyek több kisebb, a zsidósággal kapcsolatos tanulmányt tartalmaztak;
- több száz oldalas, önálló kutatásokon alapuló judaisztikai monográfiák.

Mind az évkönyvek tanulmányai, mind az önálló művek írói között a 19. század végének és a 20. század első felének jelentős magyar zsidó tudósai álltak, munkáik gyakran máig egyedülállóak saját területükön (Pl. Kecskeméti Ármin: A zsidó irodalom története). Az 1919-es tanácsköztársaság után szünetelt a sorozat, csak 1929-ben indult újra. Az Izraelita Magyar Irodalmi Társulat Kiadványai több évtizednyi fennállás után az 1948-ban szűntek meg.
Napjainkra a 80–120 éves eredeti kötetek antikváriusi forgalomban már igen korlátozott számban fordulnak elő. Ritkáságuk miatt keresett árverési tételek is. Értéküket felismerve az 1980-as évektől néhányat ismét megjelentettek, illetve a 2010-es évektől egyeseket digitalizáltak.

## Részei
- 1. Évkönyv. 1895. Szerkesztik dr. Bacher Vilmos és dr. Mezey Ferenc. (483 l.) 1895.
- 2. Évkönyv. 1896. Szerkesztik dr. Bacher Vilmos és dr. Mezey Ferenc. (3, 372 l.) 1896.
- 3. Talmudi életszabályok és erkölcsi tanítások. Héberből fordította és bevezetéssel s jegyzetekkel ellátta dr. Krausz Sámuel. (3, 55 l.) 1896.
- 4. Alexandriai Philo jelentése a Caius Caligulánál járt küldöttségről. Legatio ad Caium. Görögből fordította Schill Salamon. (XIII, 100 l.) 1896.
- 5. Évkönyv. 1897. Szerkesztik Bacher Vilmos és Bánóczi József. (365, 2 l.) 1897.
- 6. Pollák Miksa: A zsidók története Sopronban a legrégibb időktől a mai napig. Az Izr. Magyar Irodalmi Társulat által jutalmazott pályamű. 75 kiadatlan okirati melléklettel. (379 l.) 1897.
- 7. Évkönyv. 1898. Szerkesztik Bacher Vilmos és Bánóczi József. (372 l.) 1898.
- 8. Szentírás. I. kötet: A Tóra. Mózes öt könyve. (7, 410 l.) 1898.
- 9. Évkönyv. 1899. Szerkesztik Bacher Vilmos és Bánóczi József. (486 l.) 1899.
- 10. Bernstein Béla: Az 1848/49-iki magyar szabadságharc és a zsidók. Jókai Mór előszavával. (VIII, 344 l.) 1898.
- 11. Évkönyv. 1900. Szerkeszti Bánóczi József. (385 l.) 1900.
- 12. Szentírás. II. kötet. Az első próféták. Józsua. Bírák. Sámuel. Királyok. (350, 1 l.) 1900.
- 13. Évkönyv. 1901. Szerkeszti Bánóczi József. (440 l.) 1901.
- 14. Büchler Sándor. A zsidók története Budapesten a legrégibb időktől 1867-ig. A Tenczer-díjjal jutalmazott pályamű. (4, 523, 2 l.) 1901.
- 15. Évkönyv. 1902. Szerkeszti Bánóczi József. (368 l.) 1902.
- 16. Venetianer Lajos: A zsidóság szervezete az európai államokban. Jutalmazott pályamű. (575 l.) 1901.
- 17. Évkönyv. 1903. Szerkeszti Bánóczi József. (332 l.) 1903.
- 18. Szentírás. III. kötet. Az utolsó próféták. Jessája. Jirméja. Jechezkel. A tizenkét próféta. (406 l.) 1903.
- 19. Évkönyv. 1904. Szerkeszti Bánóczi József. (345 l.) 1904.
- 20. Évkönyv. 1905. Szerkeszti Bánóczi József. (326 l.) 1905.
- 21. Évkönyv. 1906. Szerkeszti Bánóczi József. (394 l.) 1904.
- 22. Wellesz Gyula: Rasi élete és működése. (191 l.) 1906.
- 23. Évkönyv. 1907. Szerkeszti Bánóczi József. (407 l.) 1907.
- 24. Szentírás. IV. kötet. Zsoltárok. Példabeszédek. Jób. Énekek éneke. Ruth. Siralmak. Kóhélet. Eszter. Dániel. Ezra és Nechemja. Krónika. (VI, 494 l.) 1907.
- 25. Évkönyv. 1908. Szerkeszti Bánóczi József. (450 l.) 1908.
- 26. Kecskeméti Ármin: A zsidó irodalom története. I. kötet. (334 l.) 1908.
- 27. Magyar-zsidó oklevéltár. Kiadja az Izr. Magyar Irodalmi Társulat. I. kötet. 1092–1539. Dr. Weisz Mór közreműködésével szerkeszti dr. Frisch Ármin. 1903.
- 28. Évkönyv. 1909. Szerkeszti Bánóczi József. (454 l.) 1909.
- 29. Kecskeméti Ármin: A zsidó irodalom története. II. kötet. (343 l.) 1909.
- 30. Mészáros Zsigmond: A négy fiú. Elbeszélés a serdűltebb zsidó ifjúság számára. Előszóval Ágai Adolftól. (127 l.) 1909.
- 31. Évkönyv. 1910. Szerkeszti Bánóczi József. (440 l.) 1910.
- 32. Patai József: Héber költők. I. kötet. (382 l.) 1910.
- 33. Évkönyv. 1911. 1911
- 34. Évkönyv. 1912. 1912
- 35. Patai József: Héber költők. II. kötet. (398 l.) 1912.
- 36. Évkönyv. 1913. 1913
- 37. Pollák Miksa: Tompa Mihály és a Biblia. (194 l.) 1912.
- 38. Évkönyv. 1914. 1914
- 39. Péchi Simon szombatos imádságos könyve. Közzéteszi: Guttmann Mihály – Harmos Sándor. (488 l.) 1915.
- 40. Évkönyv. 1915. 1915
- 41. Évkönyv. 1916. 1916
- 42. Évkönyv. 1917. 1917
- 43. ?
- 44. Hevesi Simon – Blau Lajos – Weisz Miksa: Etika a talmudban I–II. kötet, 1920
- 45-46. Biblia I–II., 1925
- 47-48. Kecskeméti Ármin: A zsidók egyetemes története, I–II. kötet, 1927
- 49-51. ?
- 52. Fényes Mór: Szentírásunk kialakulása, eszméi, hatása, 1931
- 53-?, ?
- ?, Mózes öt könyve és a haftárák, I–V. kötet, 1939–1942

## Reprint kiadványok
Az 1980-as évektől – tekintve, hogy több területen azóta sem történtek komolyabb alapkutatások – különböző kiadók egyes kötetek reprint kiadásáról döntöttek. Ezek a következők voltak: 
- Mózes öt könyve és a haftárák, 1939–1942 → reprint kiadás: Akadémiai Kiadó, Budapest, 1984
- Kecskeméti Ármin: A zsidó irodalom története, 1908–1909 → reprint kiadás: Bethlen Gábor Könyvkiadó, Budapest, 1994
- Pollák Miksa: A zsidók története Sopronban a legrégibb időktől a mai napig, 1897 → reprint kiadás: Szép Sopronunk Kft., Sopron, 2007

## Új kiadás
Egy mű nem reprint, hanem teljesen újraszedett szöveggel jelent meg a közelmúltban.
- Patai József: Héber költők, 1910–1912 → új kiadás: Magyar Közlöny Lap- és Könyvkiadó, Budapest, 2015, ISBN 978-615-5269-73-8 (A szerző A középső kapu című művével egybekötve a Nemzeti Könyvtár sorozatban).